# 丸八百貨店
丸八百貨店（まるはちひゃっかてん）は、滋賀県高島市朽木市場838にある建築物。登録有形文化財。

## 歴史

### 竣工

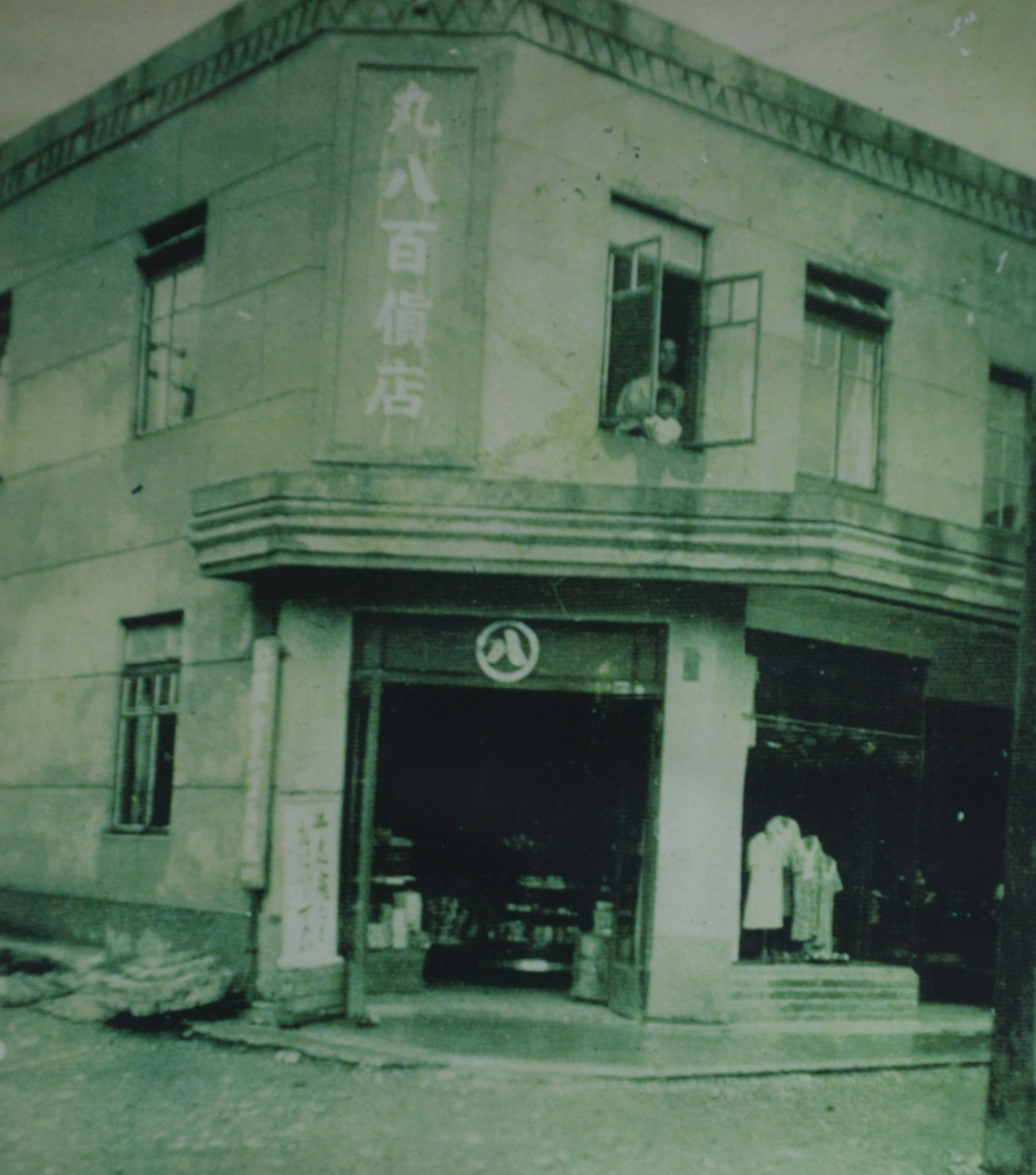
2階建だった竣工時

近世の朽木市場は朽木陣屋がある陣屋町であり、若狭国小浜と京都を結ぶ鯖街道の宿場町としても知られた。市場商店街には旅館、呉服屋、薬局、酒屋、魚屋、履物屋、文具店、雑貨屋などが建ち並び、映画館が存在した時期もあった。
1924年（大正13年）、西洋建築にあこがれていた大鉢捨松は専門設計士に建物の設計を依頼した。1933年（昭和8年）頃、大鉢捨松による個人商店として丸八百貨店が建てられた。開店当日には京阪神から多数の問屋が訪れてにぎわったとされる。大鉢捨松は朽木市場で下駄屋を営んでいた人物であり、京都に下駄を卸す商売で財を成したとされる。大工は比良の清水一左ヱ門、左官は京都の沢本浅之丞である。

### 商店として

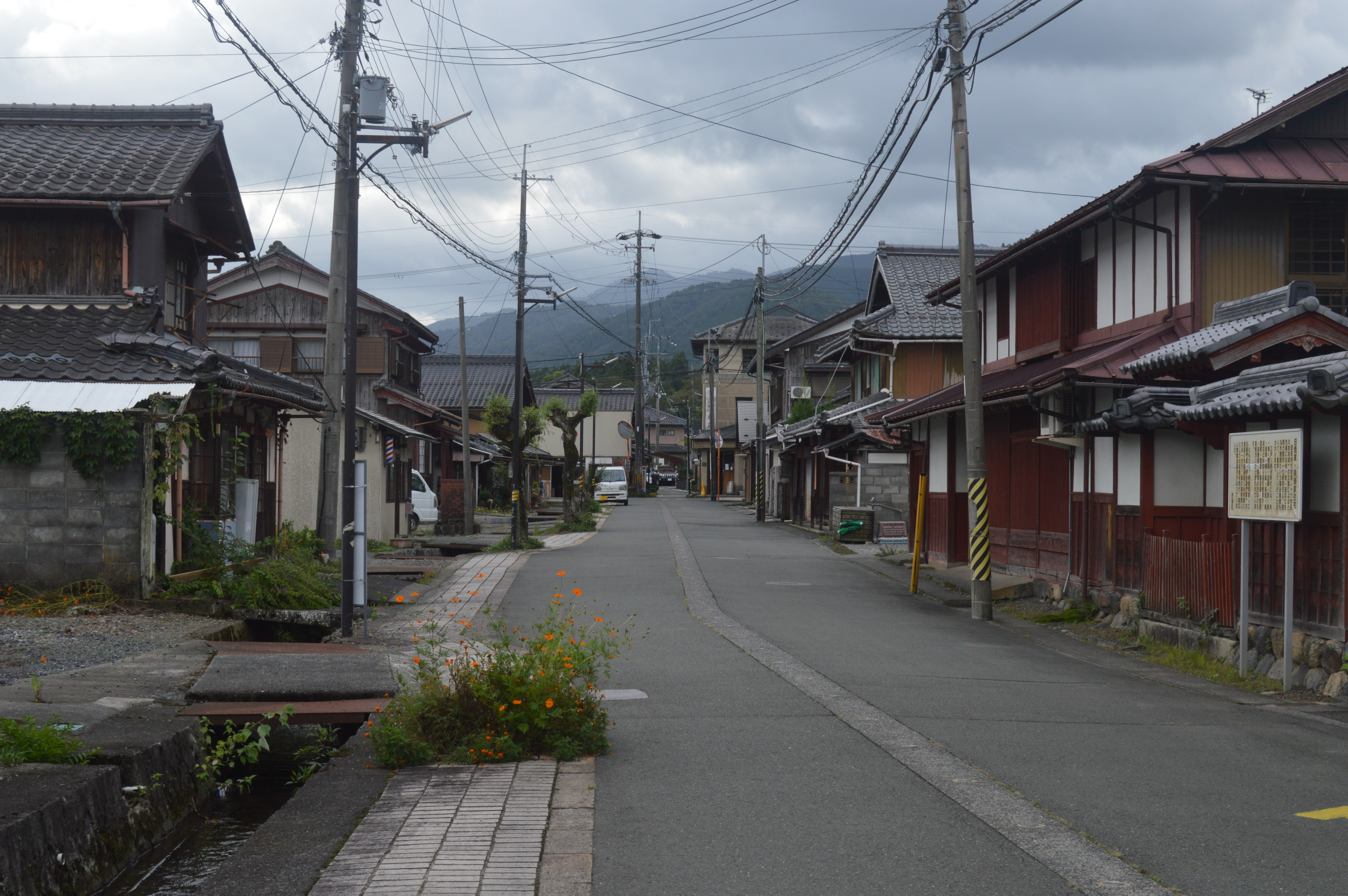
朽木市場の街並み

名称の由来にはいくつかの説があり、京都の大丸百貨店を模したとする説、創業者の姓の鉢を八に変えて丸を付けたとする説などがある。建築当初は2階建てであり、1階では雑貨、雑誌・教科書、新聞、下駄などが、2階では呉服が売られた。化粧品なども並べられたが、農村という場所柄もあってあまり売れ行きが良くなかったとされる。1937年（昭和12年）には支那事変が勃発し、1938年（昭和13年）には軍の命令で2階の屋上に防空監視哨が設置された。やがて防空監視哨は朽木村役場に移転するが、その頃から屋上の水漏れがみられるようになり、1943年（昭和18年）頃に3階部分が増築された。
戦後には大鉢捨松による商店のほかに、饅頭、呉服、化粧品などを売る店子（テナント）が入った。1954年（昭和29年）には大鉢捨松が死去し、店子のひとりである上田某が1階全体を店舗とした。昭和20年代初頭には2階に森林組合事務所が入り、1966年（昭和41年）には3階に朽木村授産所が開設された。平成初期には最後の店子が死去し、建物全体が閉業した。

### 保存と利活用
1994年（平成6年）には鯖街道まちづくり委員会が丸八百貨店の活用計画を示し、1995年（平成7年）には朽木村役場が土地と建物を取得した。朽木村役場は建物の改修工事を行い、1階には村営書店と無料休憩所、2階には喫茶店とパブ、3階には会議スペースが設置された。1997年（平成9年）6月12日には国の登録有形文化財に登録された。滋賀県で3番目の登録有形文化財である。
2002年（平成14年）には鯖街道まちづくり委員会が撤退したが、2004年（平成16年）からは地元女性グループである睦美会によって喫茶コーナーが運営されており、年配者を中心とする地元住民の憩いの場となっている。